# Harajuku Girls

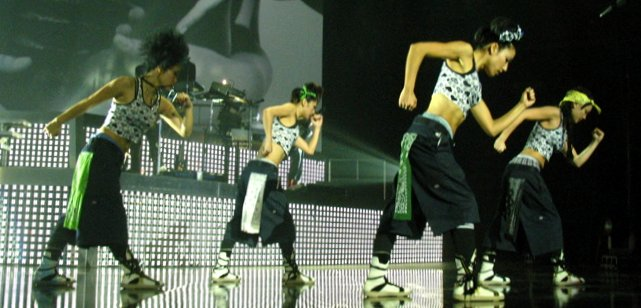
Le Harajuku Girls sul palco dell'Harajuku Lovers Tour 2005 di Gwen Stefani

Le Harajuku Girls sono un gruppo di quattro performer giapponesi che nel 2004 sono state rese note su scala internazionale accompagnando come ballerine la cantante Gwen Stefani durante le sue esibizioni.

## Biografia
Le Harajuku Girls sono apparse praticamente in tutti i video di Gwen Stefani, nei concerti e nelle apparizioni pubbliche, diventando quasi un marchio di fabbrica per la cantante. Due delle ragazze in precedenza avevano lavorato per la cantante giapponese Namie Amuro. La presentatrice americana Margaret Cho ha criticato le Harajuku Girls, definendole "uno stereotipo della donna asiatica". 
Alle Harajuku Girls sono anche stati dedicati 4 profumi creati dalla stessa Stefani: Love (Maya Chino), Lil' Angel (Jennifer Kita), Music (Rino Nakasone), Baby (Mayuko Kitayama), ai quali si aggiunge il 5 profumo denominato G (Gwen Stefani). Il tappo del profumo è in plastica e ognuno raffigura la propria Harajuku Girl in una versione stilizzata e dalle linee molto simili ai gadget giapponesi per ragazze.

## Le ragazze
- Maya Chino (nome d'arte:"Love") , ballerina dall'età di tre anni, in precedenza aveva lavorato con la cantante Sudcoreana BoA.
- Jennifer Kita (nome d'arte: "Angel"), Nippo-statunitense, ballerina hip-hop, proviene dal gruppo di ballo "Culture Shock San Diego".
- Rino Nakasone (nome d'arte: "Music"), proviene dal corpo di ballo "Beat Freaks" di Los Angeles, ed ha cominciato a studiare danza, dopo aver visto Michael Jackson e Janet Jackson. Ha anche lavorato con la SM Entertainment per le coreografie dei gruppi Shinee, Girls' Generation, Super Junior, f(x), TVXQ e per i cantanti Kangta e BoA.
- Mayuko Kitayama (nome d'arte: "Baby"), la più giovane del gruppo, ha studiato danza a New York.